# مريت بطرس غالي
مريت بطرس غالى (10 مايو 1908 - 24 أبريل 1992)، سياسي مصري، عُيِّن وزيرا للشؤون البلدية والقروية في حكومة نجيب الهلالي سنة 1952 التي أسقطتها ثورة 23 يوليو 1952، واختاره علي ماهر باشا في وزارته في سبتمبر 1952م ولكنه لم يستمر في منصبه، اختاره الرئيس السادات عضوا في مجلس الشورى.
ولد في القاهرة 10 مايو 1908 درس القانون والعلوم السياسية، حصل على ليسانس الحقوق، ودبلوم مدرسة العلوم السياسية من جامعة باريس عام 1929، ليلتحق بعدها للعمل دبلوماسياً في وزارة الخارجية المصرية. هو ابن نجيب بطرس غالي وزير الزراعة (1921)، وجده هو بطرس غالي رئيس وزراء مصر.

## من مؤلفاته
- سياسة الغد برنامج سياسي واقتصادي واجتماعي، (صدر عام 1938).[3]
- الأداة الحكومية (صدر عام 1943).
- الإصلاح الزراعي -الملكية والإيجار والعمل، (صدر عام 1945).
- مشروع قانون الإصلاح الزراعي (صدر عام 1948).
- تنمية الاقتصاد القومي (مترجم من البحث باللغة الفرنسية للأستاذ هنري مونييه)، (صدر عام 1935).
- الأزمة الاقتصادية والاجتماعية، (صدر عام 1952).
- البرنامج الاجتماعي لمشروع السنوات الخمس، (صدر عام 1954).
- الأقباط في مصر، (صدر عام 1979م).

## الجوائز والأوسمة
- حصل على رتبة البكوية عام 1938.
- حصل على وسام الاستحقاق من مجلس قيادة الثورة عام 1956.